# Bendegó

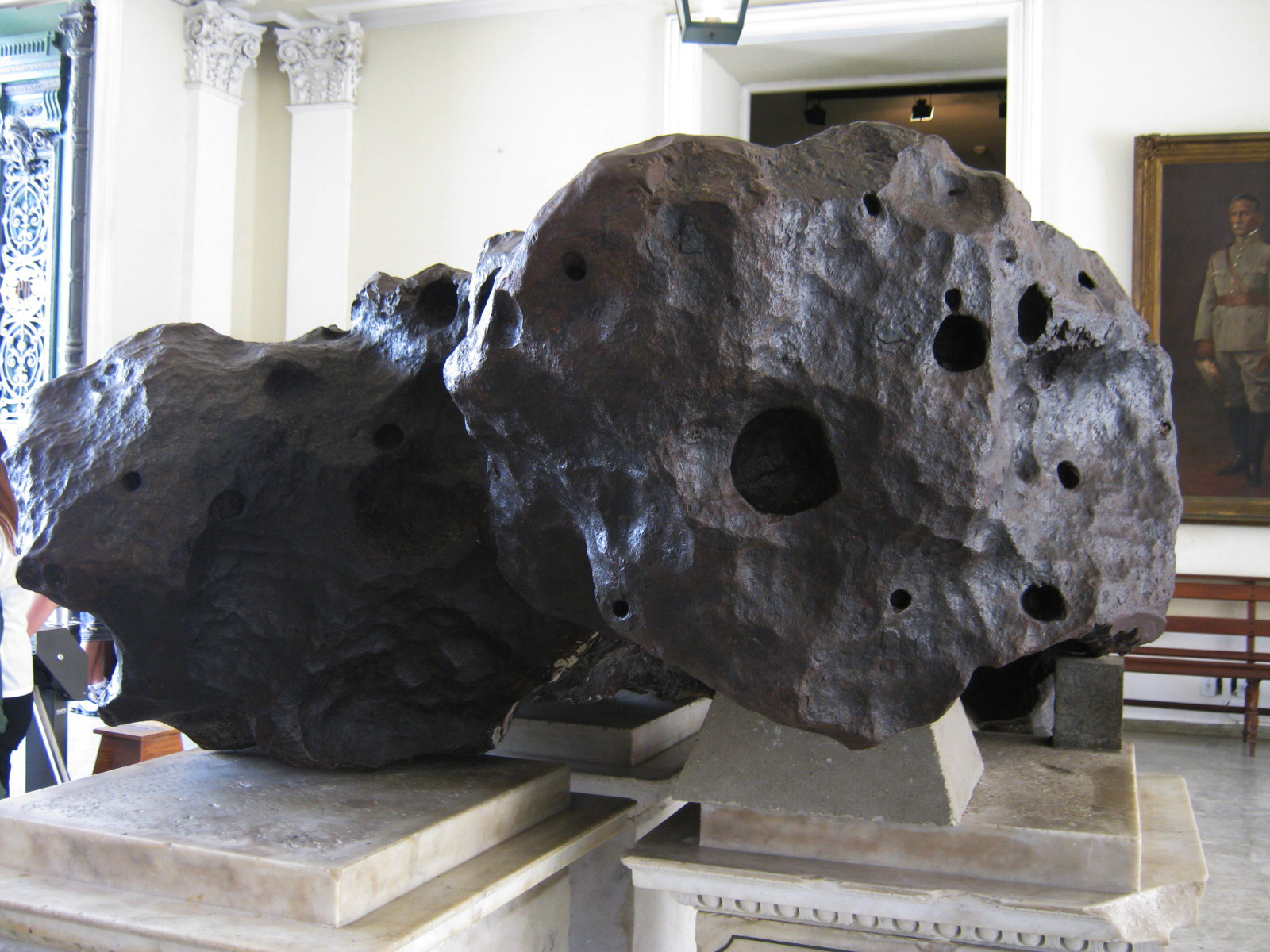
Bendegó

Bendegó is een ijzermeteoriet. De meteoriet werd in 1784 in de Braziliaanse staat Bahia ontdekt en nadien via Salvador en Recife naar Rio de Janeiro vervoerd. Sindsdien maakt de meteoorsteen deel uit van de collectie van het Nationaal Museum van Brazilië. Met een massa van 5360 kg is het de grootste meteoriet die in het zuidelijk halfrond werd gevonden.